# Milan Romportl
Milan Romportl (14. května 1921 Litomyšl – 10. prosince 1982 Praha) byl český vysokoškolský učitel, jazykovědec a profesor fonetiky. Jeho práce se týkají výslovnosti v českých nářečích, ortoepické české výslovnosti, intonace češtiny a fonetiky ruštiny. Významná je i jeho práce v mnoha československých, českých a zahraničních odborných organizacích.
Školní léta prožil v Turnově a od doby vysokoškolského studia žil v Praze. Jeho manželkou byla česká spisovatelka Ludmila Romportlová (roz. Junová).

## Publikace
- Seznam děl v Souborném katalogu ČR, jejichž autorem nebo tématem je Milan Romportl
- K tónovému průběhu v mluvnické češtině, Praha, 1948.
- Přízvuk, kvantita a melodie v nářečí na Jablunkovsku, Opava, 1954.
- Nástin fonetiky jazyka německého, Praha, 1956.
- Zvuková stránka souvislé řeči v nářečích na Těšínsku. Fonetická studie, Ostrava, 1958.
- Stručná fonetika ruštiny, Praha, 1959.
- Výslovnost spisovné češtiny – Výslovnost slov přejatých – Výslovnostní slovník, Praha, 1978.
- Základy fonetiky, Praha, 1981.
- (s Marií Honzákovou) Čteme je správně? – Slovníček výslovnosti cizích jmen, Praha, 1981. (2. vydání: Praha, 1996, 3. vydání: Praha, 2004).